# پاتریک کلایورت
پاتریک استفان کلایفرت (به هلندی: Patrick Stephan Kluivert) (زادهٔ ۱ ژوئیهٔ ۱۹۷۶) بازیکن فوتبال سابق تیم ملی هلند و سرمربی کنونی تیم ملی اندونزی است. او در زمان بازیگری یک مهاجم بود و برای باشگاه‌هایی مانند آژاکس آمستردام، آث میلان، بارسلونا، نیوکاسل، والنسیا و پی‌اس‌وی آیندهوون بازی کرده است.

## زندگی شخصی
او در خانواده‌ای کاملاً فوتبالی رشد نموده است. پدر او کنت کلایورت است. فرزندانش، جاستین، روبن، شین نیز بازیکن فوتبال هستند.

## آمار بازی‌های ملی
| تیم ملی هلند | تیم ملی هلند | تیم ملی هلند |
| سال          | بازی         | گل           |
| ------------ | ------------ | ------------ |
| ۱۹۹۴         | ۱            | ۱            |
| ۱۹۹۵         | ۵            | ۳            |
| ۱۹۹۶         | ۵            | ۱            |
| ۱۹۹۷         | ۵            | ۲            |
| ۱۹۹۸         | ۱۱           | ۷            |
| ۱۹۹۹         | ۸            | ۴            |
| ۲۰۰۰         | ۱۴           | ۱۲           |
| ۲۰۰۱         | ۹            | ۴            |
| ۲۰۰۲         | ۶            | ۳            |
| ۲۰۰۳         | ۱۱           | ۴            |
| ۲۰۰۴         | ۴            | ۰            |
| مجموع        | ۷۹           | ۴۰           |

## افتخارات

### باشگاه
آژاکس
- لیگ برتر فوتبال هلند (۲): ۱۹۹۴–۹۵ , ۱۹۹۵–۹۶
- سوپر جام فوتبال هلند (۲): ۱۹۹۴، ۱۹۹۵
- لیگ قهرمانان اروپا (۱): ۱۹۹۴–۹۵
- سوپرجام اروپا (۱): ۱۹۹۵
- جام بین قاره‌ای (۱): ۱۹۹۵

بارسلونا
- لا لیگا (۱): ۱۹۹۸–۹۹

آیندهوون
- لیگ برتر فوتبال هلند (۱): ۲۰۰۶–۰۷

### شخصی
- بازیکن فوتبال سال هلند: ۱۹۹۵
- بهترین گل‌زن جام ملت‌های اروپا ۲۰۰۰ (۵ گل)[۶]
- بازیکن برتر جام ملت‌های اروپا ۲۰۰۰[۷]
- فیفا ۱۰۰